# Le Mystère de l'or des confédérés
Le Mystère de l'or des confédérés (The Curse of Civil War Gold) est une émission de télévision documentaire en seize épisodes de 42 minutes diffusée entre le 6 mars 2018 et le 2 juillet 2019 sur la chaine History.
En France, elle a été diffusée à partir du 1er août 2020 sur Planète+ A&E.
Cette série suit Kevin Dykstra, Marty Lagina et leur équipe dans leur quête de l'or des confédérés, disparue depuis la guerre de Sécession…
C'est une série dérivée de Le Mystère d'Oak Island.

## Concept
Kevin Dykstra rencontre Marty Lagina, le chercheur de trésor d'Oak Island. Il convainc celui-ci de rejoindre son équipe pour la quête de l'or des confédérés caché, selon lui, au fond du Lac Michigan depuis la guerre de Sécession.

## Épisodes

### Première saison (2018)
| Épisode | Titre                                   | Date de diffusion US |
| --- | --------------------------------------- | -------------------- |
| 1 | Trahison (Betrayal)                     | 06/03/2018           |
| Quand il rencontre Kevin Dykstra, Marty Lagina entend parler d'un mystère qui pourrait bien rivaliser avec celui d'Oak Island. En effet, Kevin pense avoir découvert une piste menant tout droit à l'or des Confédérés caché au fond du lac Michigan. Il tente de persuader Marty de se joindre à leur quête. |                                         |                      |
| 2 | titre inconnu (Right on Track)          | 13/03/2018           |
| 3 | Bien en vue (In Plain Sight)            | 20/03/2018           |
| L'équipe découvre des indices de l'existence d'un tunnel secret. |                                         |                      |
| 4 | La Utah connexion (The Utah Connection) | 27/03/2018           |
| L'équipe prend la direction de l'Ouest à la recherche de nouveaux éléments. |                                         |                      |
| 5 | Les Profondeurs du lac (Overboard)      | 03/04/2018           |
| Les recherches commencent enfin dans le lac, mais plonger se révèle périlleux. |                                         |                      |
| 6 | titre inconnu (All That Glitters)       | 10/04/2018           |

### Deuxième saison (2019)
| Épisode | Titre                                                         | Date de diffusion US |
| --- | ------------------------------------------------------------- | -------------------- |
| 1 | Le Retour (The Return)                                        | 30/04/2019           |
| À Muskegon, dans le Michigan, Alex Lagina accompagne Kevin et Al Dykstra à l'atelier pour faire la connaissance de l'équipe. Une vidéo filmée lors de la dernière saison de fouille laisse apparaître ce qui pourrait bien être un lingot. Tous sont impatients qu'une plongée permette de vérifier si ce bloc est bien ce qu'ils espèrent. |                                                               |                      |
| 2 | Passages secrets (Tunnel Visions)                             | 07/05/2019           |
| Alors que les plongées se poursuivent, les chasseurs de trésors découvrent l'existence d'un tunnel secret reliant le manoir et la banque de Charles Hackley, dernier détenteur du trésor selon les recherches des frères Dykstra et de leur équipe.                                                                                         |                                                               |                      |
| 3 | Un tunnel à tout prix (A Void At All Cost)                    | 14/05/2019           |
| Alors que l'équipe continue ses recherches sur les tunnels de Charles Hackley. Sur le lac, l'équipe pense avoir réuni assez d'éléments pour obtenir un permis de fouille. |                                                               |                      |
| 4 | La Connexion Prichard (The Pritchard Connection)              | 21/05/2019           |
| L'équipe rencontre Rob Proctor, descendant du lieutenant-colonel Benjamin Pritchard, du 4e de cavalerie du Michigan, celui-là même que Kevin soupçonne d'avoir détourné une partie de l'or saisi aux Confédérés. Rob leur révèle qu'une rumeur persistante raconte que de l'or aurait été enterré sous la demeure de son aïeul.             |                                                               |                      |
| 5 | Balade sudiste (Southern Comfort)                             | 28/05/2019           |
| Pendant qu'une partie de l'équipe continue ses recherches au fond du lac Michigan, Kevin enquête sur une plantation de Géorgie. Selon une légende locale, une partie de l'or des Confédérés y serait enterré. |                                                               |                      |
| 6 | Un complot à grande échelle (Route Awakenings)                | 04/06/2019           |
| Kevin Dykstra et son équipe découvrent que le trésor qu'ils recherchent au fond du lac Michigan pourrait avoir un rapport avec l'assassinat du président Abraham Lincoln. |                                                               |                      |
| 7 | Le Complot se précise (The Plot Thickens)                     | 11/06/2019           |
| Une nouvelle théorie suggère que le vol de 140 millions de dollars d'or aurait servi a financer un crime retentissant. |                                                               |                      |
| 8 | L'Or du 4e de cavalerie (Grave Expectations)                  | 18/06/2019           |
| L'excitation est à son comble quand Kevin pense tenir des éléments de preuve confirmant sa théorie. |                                                               |                      |
| 9 | Tout près du but (Debris Field of Dreams)                     | 25/06/2019           |
| Après des années de quête pour retrouver l'or des Confédérés caché au fond du lac Michigan depuis la guerre de Sécession, Kevin et son équipe doivent affronter mère nature elle-même. |                                                               |                      |
| 10 | Sabotage au fond du lac ? (It Ain't Over 'Til It's Overboard) | 02/07/2019           |
| Marty Lagina rejoint Kevin et son équipe en pleine bataille contre les éléments pour réussir enfin a mettre la main sur le trésor qu'ils convoitent. |                                                               |                      |

## Protagonistes
- Kevin Dykstra : Directeur d'une école secondaire à Muskegon (Michigan), chasseur de trésor et plongeur certifié.
- Marty Lagina : Millionnaire, propriétaire viticole dans le Michigan, copropriétaire de l'île Oak en Nouvelle Écosse et l'un des personnages principaux de la série Le Mystère d'Oak Island.
- Brad Richards : Professeur d'histoire et chasseur de trésor.
- Fred Monroe : Un ami de Kevin, chercheur et chasseur de trésor à temps partiel.
- Al Dykstra : Petit frère de Kevin et plongeur certifié.
- Jeff Zehr : Plongeur certifié.
- Alex Lagina : Fils de Marty et plongeur certifié.
- Gary Drayton : Expert en détection de métaux aussi présent dans le mystère d'Oak Island.